# Astronaut (Unheilig-Lied)
Astronaut ist ein Lied der deutschen Rock-Musikgruppe Unheilig, das als erste und einzige Single aus ihrem fünften Studioalbum Moderne Zeiten ausgekoppelt wurde.
Die Erstveröffentlichung fand am 9. Juni 2006, auf der Astronaut EP, in Deutschland statt. Physisch ist die Single nur in Deutschland zu erwerben, in allen anderen Ländern ist der Song nur als Download erhältlich. Musik, Text und Produktion des Liedes stammen allesamt vom Grafen, somit ist das Lied eine reine Unheilig-Produktion. Das Lied wurde unter dem Label Four.Rock veröffentlicht.

## Lied
Das Lied Astronaut ist eine Ballade, in der es darum geht, das jemand im Koma liegt und vorher eine sehr vertraute Person verloren hatte, diese aber im Himmel (im Lied als Astronaut betitelt) immer bei der Person ist und diese bewacht.

„Ich bin hier,

ich bin hier,

ich bin hier bei dir,

dein Astronaut.

Ich bin hier,

ich bin hier,

ich bin hier bei dir,

dein Astronaut.“

## Musikvideo
Das Musikvideo zu Astronaut ist in zwei Sequenzen geteilt. Einmal ist die Band zu sehen, wie sie live auf einem Konzert ihren Song spielt und dann sind vereinzelt immer kleine Abschnitte zu sehen, in denen der Graf vor einem Krankenbett kniet und sich um eine im Koma liegende, braunhaarige Frau sorgt. Das Video hat eine Länge von 4:56 Minuten und ist zum größten Teil in dunklen Farben gehalten.

## Mitwirkende
- Christoph Termühlen („Licky“): Gitarre
- Der Graf: Gesang, Instrumentierung, Musik, Programmierung, Text
- Henning Verlage: Hintergrundgesang, Keyboard, Programmierung